# ژاکوس باروت
ژاکوس باروت (انگلیسی: Jacques Barrot؛ ۳ فوریهٔ ۱۹۳۷ – ۳ دسامبر ۲۰۱۴) یک سیاست‌مدار اهل فرانسه بود.
وی همچنین برنده جوایزی همچون لژیون دونور (افسر) شده است.